# 野間あんな
野間 あんな（のま あんな、1986年12月17日 - ）は、日本のAV女優。Duoエンターテイメント所属。熟女系で売り出しているが、2012年デビュー時に26歳だった。

## 経歴
2012年デビュー。2016年に引退。

## プロフィール
- 趣味：読書
- 特技：ピアノ演奏

## 作品

### アダルトDVD
- AVに出たがる地方人妻たち 3 あんな（10月18日、グローリークエスト）
- 初撮り人妻ドキュメント 野間あんな（11月8日、センタービレッジ）
- 巨乳逆夜這い（11月15日、グローリークエスト）※オムニバス作品
- 寝台列車の不倫旅 野間あんな（12月6日、グローリークエスト）
- ヌル撮 巨乳人妻自宅出張オイルマッサージ（12月20日、グローリークエスト）※オムニバス作品

- 友達の母親-最終章- 野間あんな（2月14日、センタービレッジ）
- 淫語女子アナ 2（2月21日、ROCKET）※オムニバス作品
- 親族相姦 きれいな叔母さん 野間あんな（3月1日、VENUS）
- 産婦人科検診で犯された人妻【野間あんな】（3月10日、KTファクトリー）
- 女子アナHなハプニング映像8連発 超過激お宝ハプニング編（3月23日、ROCKET）※オムニバス作品
- 人妻ナースに射精妄想（4月15日、ぼたん劇場）
- 新婚初夜相姦 義息に犯された花嫁 野間あんな（7月1日、VENUS）
- 義母さんが大掃除を始めました。 野間あんな（7月25日、マドンナ）
- 近親相姦 母子受精 野間あんな（8月29日、センタービレッジ）
- 素敵な兄嫁 狙われた美尻 野間あんな（9月7日、マドンナ）
- ゲリラ痴漢バス撮影会 品のある人妻が多い○○団地に出撃! 他人チ○ポを入れられ感じる愛液びじょびじょマ○コを屈辱の超接写!（10月10日、ナチュラルハイ）※オムニバス作品
- 女尻好きの僕がまさか自分の母親のお尻に欲情してしまう日がくるなんて。（10月24日、センタービレッジ）
- 湯けむり近親相姦 母子入浴交尾 野間あんな（11月7日、VENUS）
- 野間あんなゴールデンベスト（11月21日、センタービレッジ）※単体ベスト
- 艶めかしい人妻といやらしいセックス 他人のオンナと肉体関係 野間あんな（12月1日、無言）
- 完全主観レイプ ～あなた、ごめんなさい～ 野間あんな（12月13日、VENUS）

- 寝たふりする女（1月1日、無言）※オムニバス作品
- 近親相姦中出しソープ 初めての熟女風俗、指名したら母ちゃんだった 野間あんな（1月7日、VENUS）
- 噂の媚薬で大悶絶 絶頂えび反りかあさん 野間あんな（1月23日、センタービレッジ）
- 「熟女の口はもっと嘘をつく。」熟雌女anthology #101（1月24日、アウターズジャパン）
- 麗しのマネキン夫人～人形に恋した男の妄想セックス～ 野間あんな（3月19日、VENUS）
- 人気美熟女大共演!!美熟女教官だらけの童貞自動車免許合宿所（3月25日、マドンナ）共演： 三浦恵理子、神波多一花、星咲優菜
- S級熟女コンプリートファイル 野間あんな4時間（5月7日、VENUS）※単体ベスト
- 絶対に僕から視線を外さない母さんの愛欲セックス 野間あんな（5月8日、センタービレッジ）
- おもてなし旅館 湯煙レズ調教（6月7日、ビビアン）共演：矢部寿恵
- デカチンが原因でいじめられ登校拒否をしていた僕を心配して家庭訪問しにきた担任の女教師がそのデカチンを見て発情しだした（7月7日、VENUS）
- ダンナの留守中に… マンション妻の淫らな情事3本立て 接吻・不倫・近親相姦（7月10日、ヒビノ）※オムニバス作品
- またがり淫語ストリップダンス -Lap Dance-（7月24日、ROCKET）※オムニバス作品
- サラリーマンの嫁になったお金持ちお嬢様はクンニリングス大好き婦人（7月25日、セレブの友）
- 透き通るほど色白美肌厳選絶対的美乳 お姉さんマン汁べっとり快感ディルドオナニー!（8月25日、セレブの友）※オムニバス作品
- 異常監禁（9月25日、アイエナジー）
- 父が出かけて2秒でセックスする母と息子（12月13日、VENUS）

- 野間あんなの鬼コキ!! エロコスとド淫語でドピュドピュ発射させられちゃった僕（1月13日、VENUS）
- 義母と子♯2 親父の目の前で（2月25日、グローバルメディアエンタテインメント）※オムニバス作品
- S級熟女コンプリートファイル 野間あんな4時間 其之弐（6月1日、VENUS）※単体ベスト
- 部長の奥さんがエロすぎて…（7月1日、VENUS）
- 人妻教師痴漢電車（8月1日、VENUS）
- 貞淑不倫 ～人妻レズビアン～（10月13日、U&K）共演：潮見百合子